# Miguel Ángel Uzquiza González
Miguel Ángel Uzquiza González (Burgos, 13 de mayo de 1951) es un político y pedagogo vasco de origen castellano. Profesor de Enseñanza Media, es funcionario docente en servicios especiales del Parlamento Vasco. Ha sido jefe de Servicios Territoriales de la Alta Inspección de Educación en el País Vasco (1986-1991) y director general de Administración Educativa del Gobierno Vasco (1991-1994). Militante del PSE-EE, ha sido diputado en el Parlamento Vasco (2002-2004), concejal del ayuntamiento de Villabuena de Álava (2003-2007) y senador por Álava en las Elecciones generales de España de 2004 y 2008.